# Cesare Poli
Cesare Poli (Breganze, 6 gennaio 1945 – Cagliari, 6 settembre 2024) è stato un calciatore italiano, di ruolo mediano.

## Biografia
Nativo di Breganze, patria dell'hockey a rotelle, Poli iniziò la carriera nel L.R. Vicenza nella stagione 1965-1966. Dopo due stagioni in biancorosso passò all'Inter, dove militò per due anni, per poi passare al Cagliari, assieme a Sergio Gori e Angelo Domenghini, come contropartita per il trasferimento di Roberto Boninsegna. Con la squadra isolana vinse lo scudetto, sfumato l'anno prima nel finale di stagione, contribuendo alla conquista del titolo 1969-1970 con 11 presenze in qualità di rincalzo.
Venne confermato per l'anno successivo e poi riceduto al L.R. Vicenza nel 1971-1972. Dopo due anni ritornò al Cagliari, nel quale rimase fino al 1974-1975. Chiuse l'attività agonistica a 30 anni, a causa di un infortunio che gli provocò la rottura del tendine d'achille. Come alcuni suoi compagni di squadra dello scudetto, scelse di stabilirsi in Sardegna.
Da tempo malato, è morto a Cagliari il 6 settembre 2024 all'età di 79 anni.

## Palmarès
- Campionato italiano: 1

Cagliari: 1969-1970